# Biserica de lemn din Căpățânești

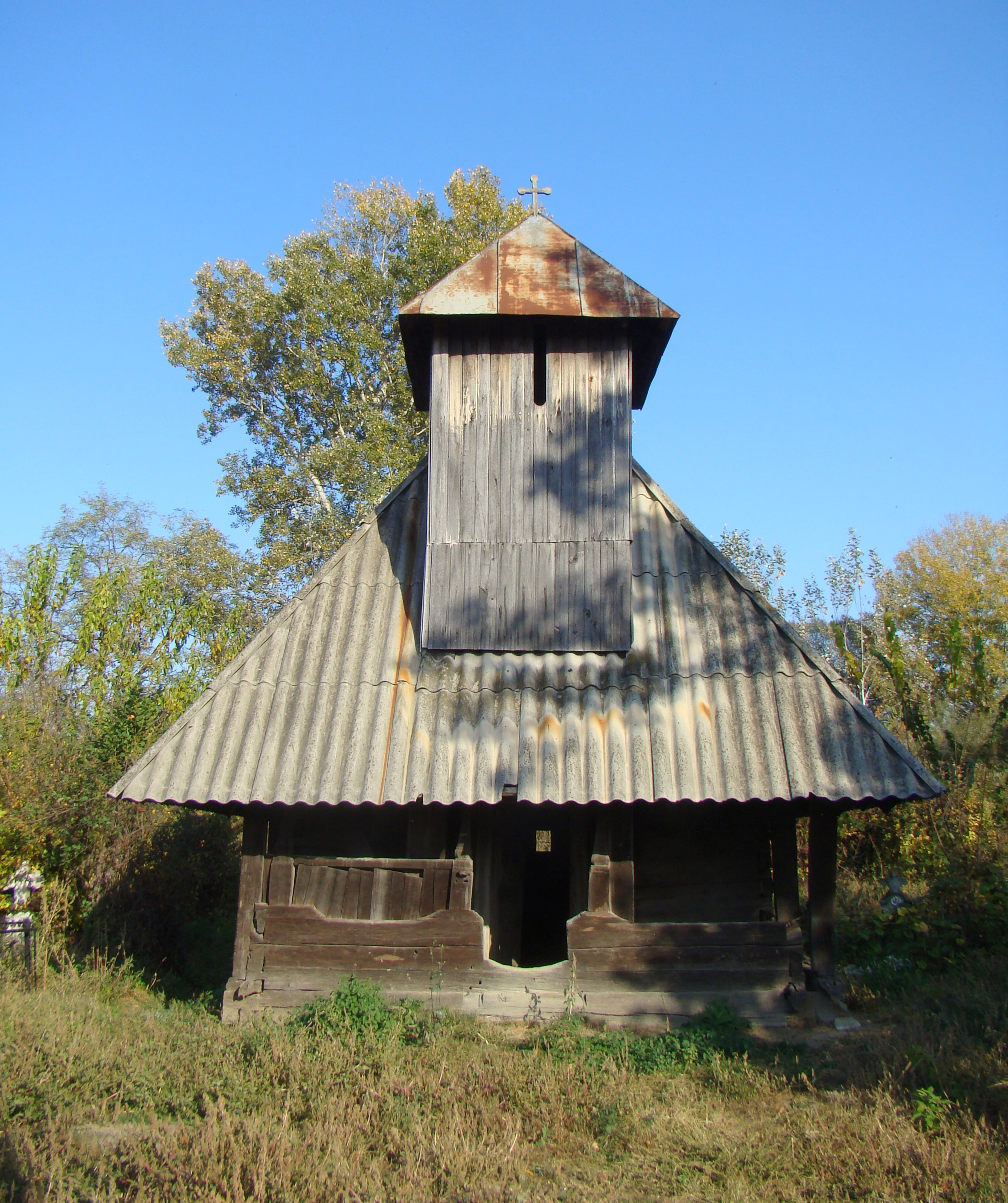
Biserica de lemn din Căpățânești, comuna Broșteni, județul Mehedinți, foto: octombrie 2018.

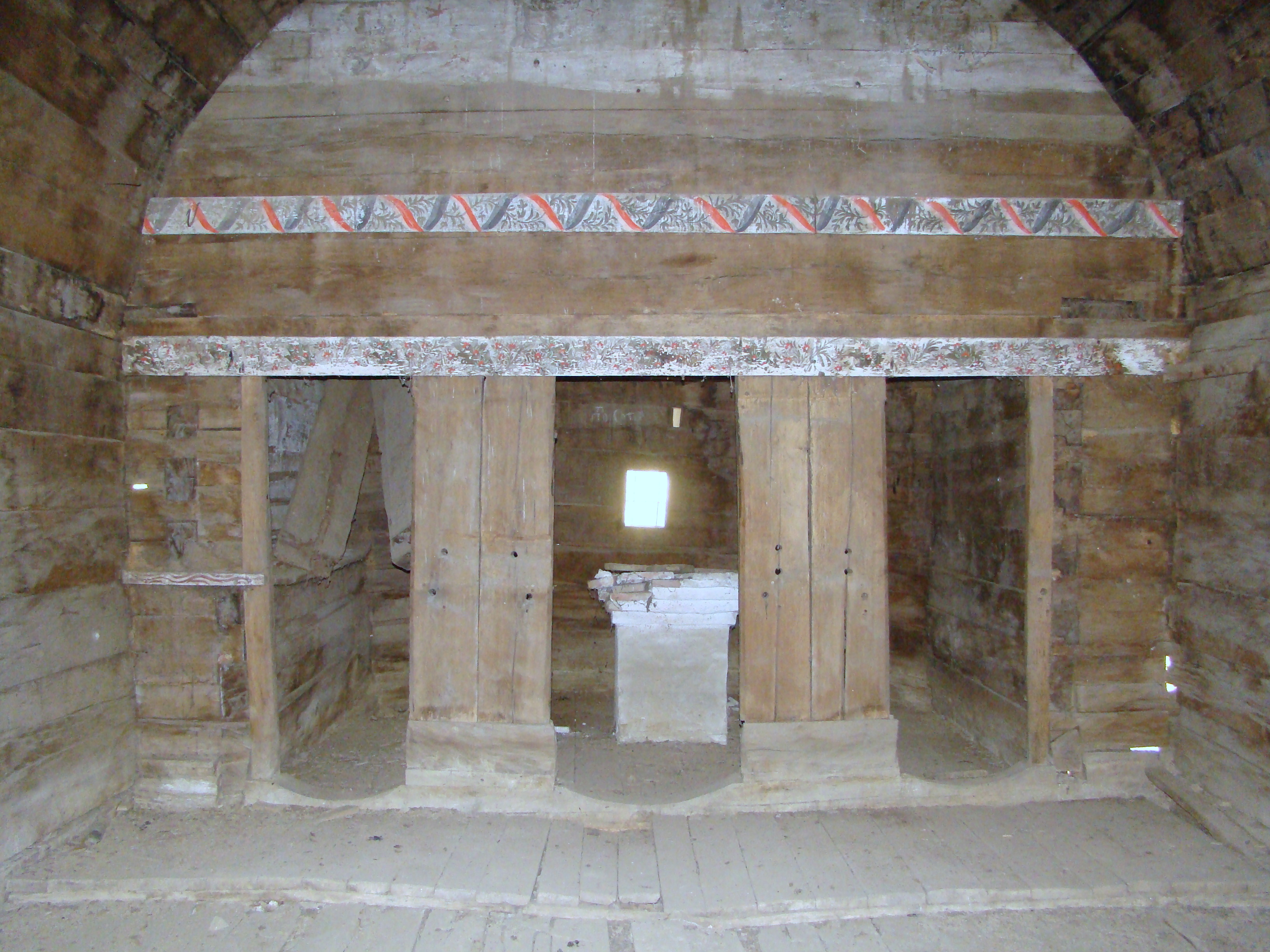
Intrările în altar

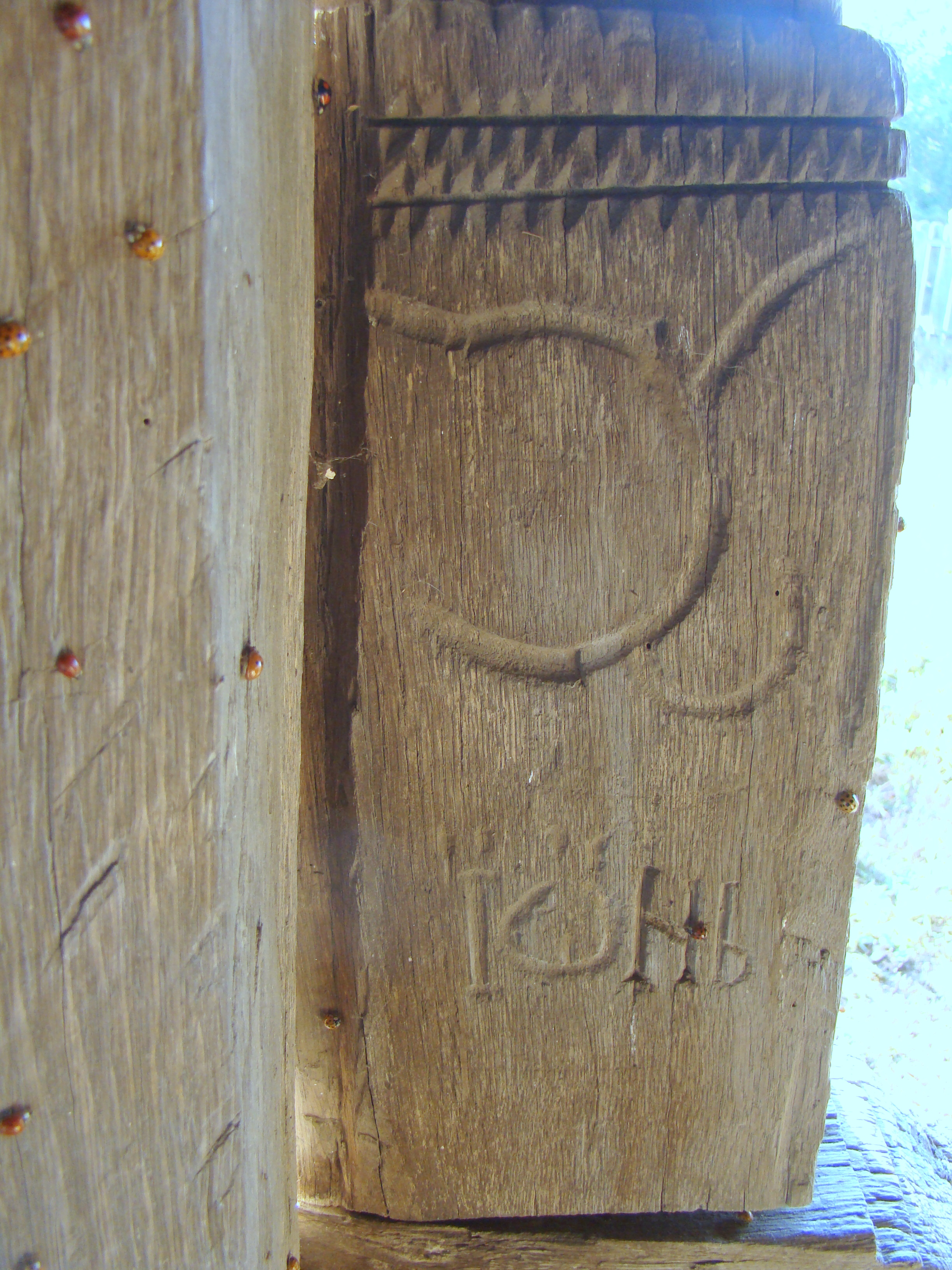
Portalul (detaliu)

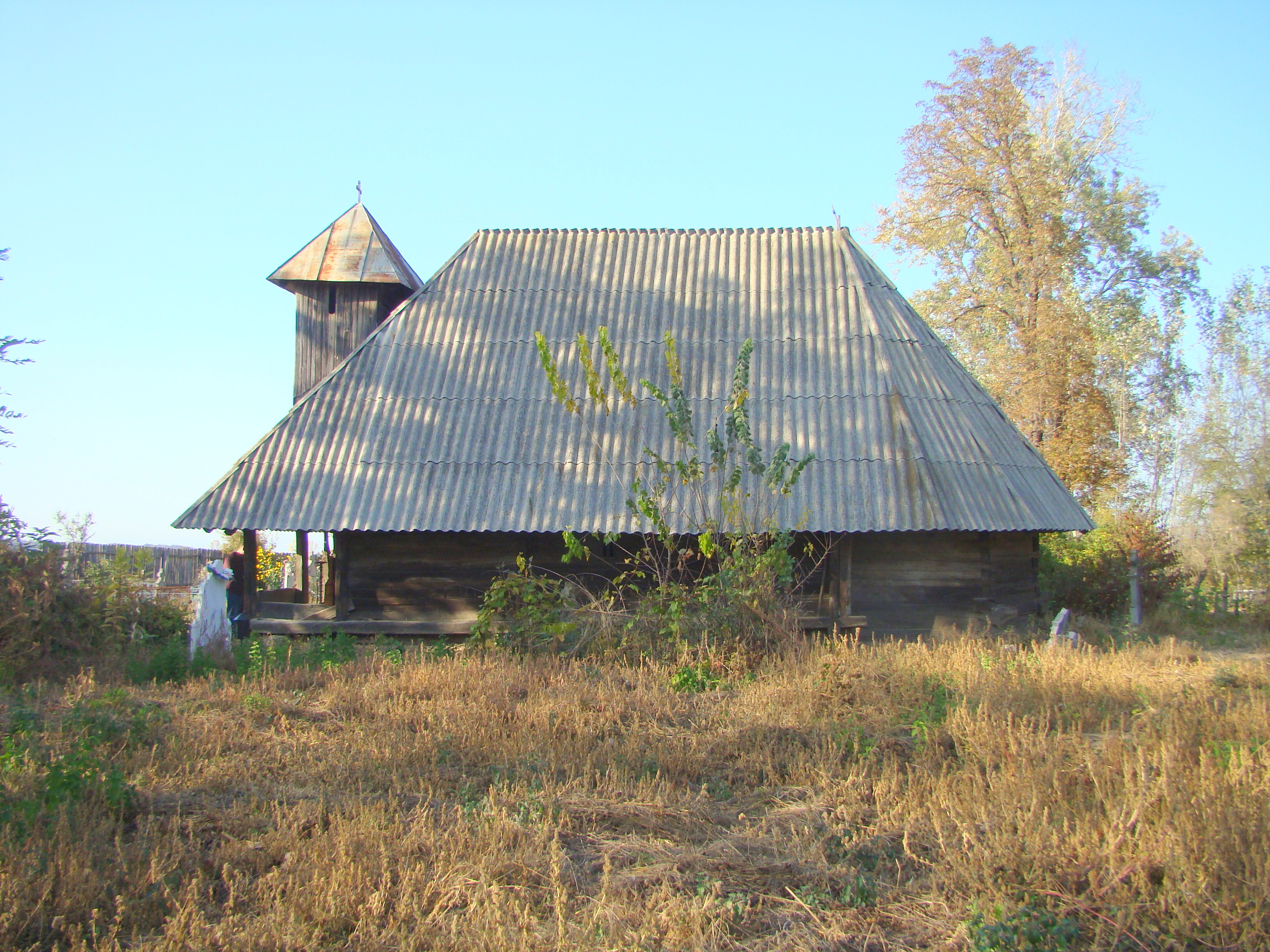
Biserica (sud)

Biserica de lemn din Căpățânești, comuna Broșteni, județul Mehedinți a fost construită în jur de 1700, refăcută în 1802. Are hramul „Tăierea Capului Sfântului Ioan Botezătorul”. Biserica se află pe noua listă a monumentelor istorice sub codul LMI:  MH-II-m-A-10278.

## Istoric și trăsături
Biserica de lemn „Tăierea Capului Sfântului Ioan Botezătorul” se află la marginea localității, în cimitirul fostului sat înglobat Condulești, în partea dreaptă a drumului ce leagă satul Căpățânești de localitatea gorjeană Boca. Este dezafectată cultului, golită de podoabe și lăsată în paragină.
Pereții, construiți din bârne de stejar, îmbinate în coadă de rândunică, înscriu un plan dreptunghiular, cu absida altarului decroșată, poligonală, cu cinci laturi.
Prispa de pe latura vestică păstrează stâlpii de lemn originari, în timp ce acoperișul de șindrilă a fost înlocuit cu unul mai durabil din eternit.

## Galerie de imagini

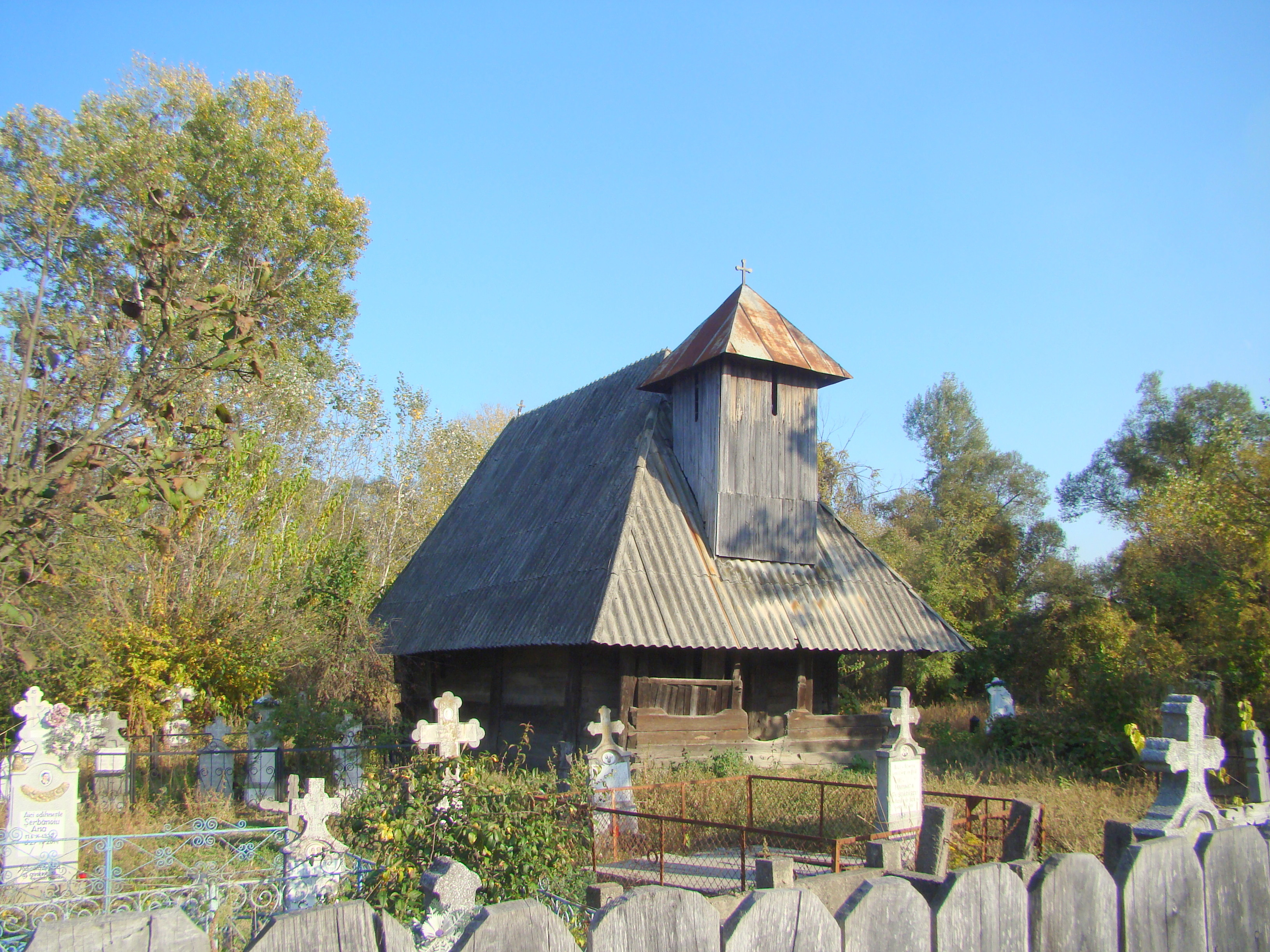
Biserica văzută din drum
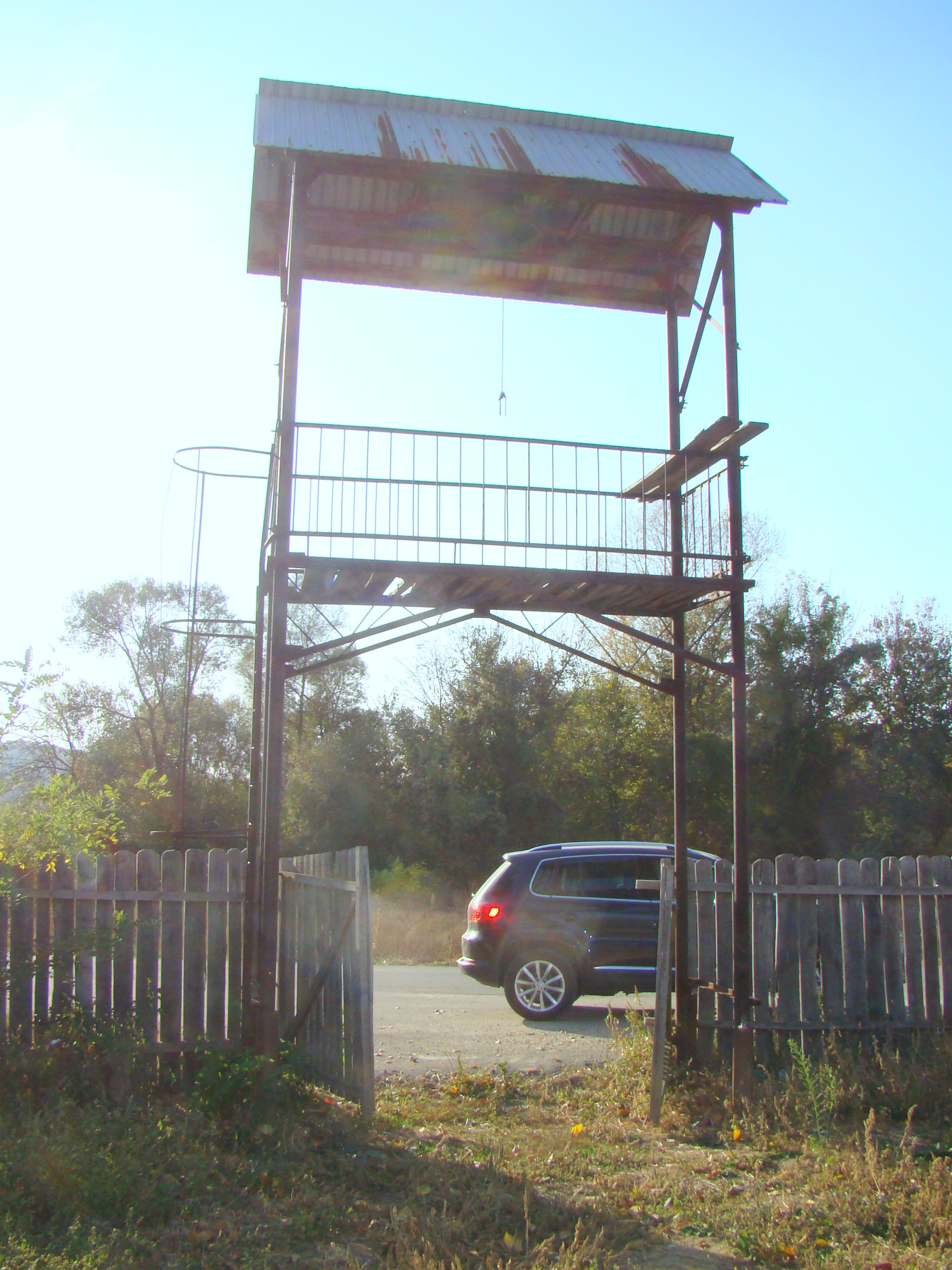
Clopotnița
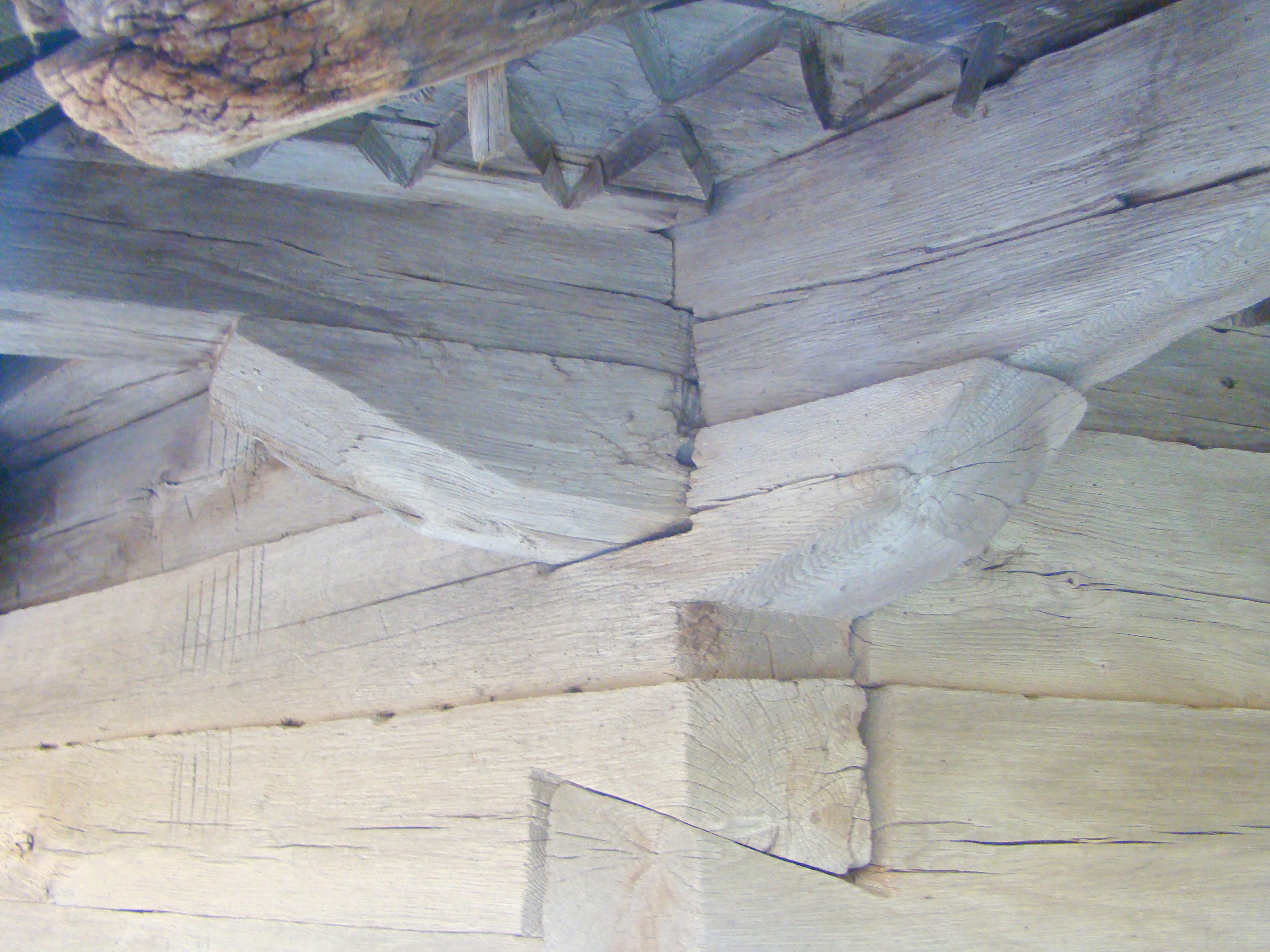
Console
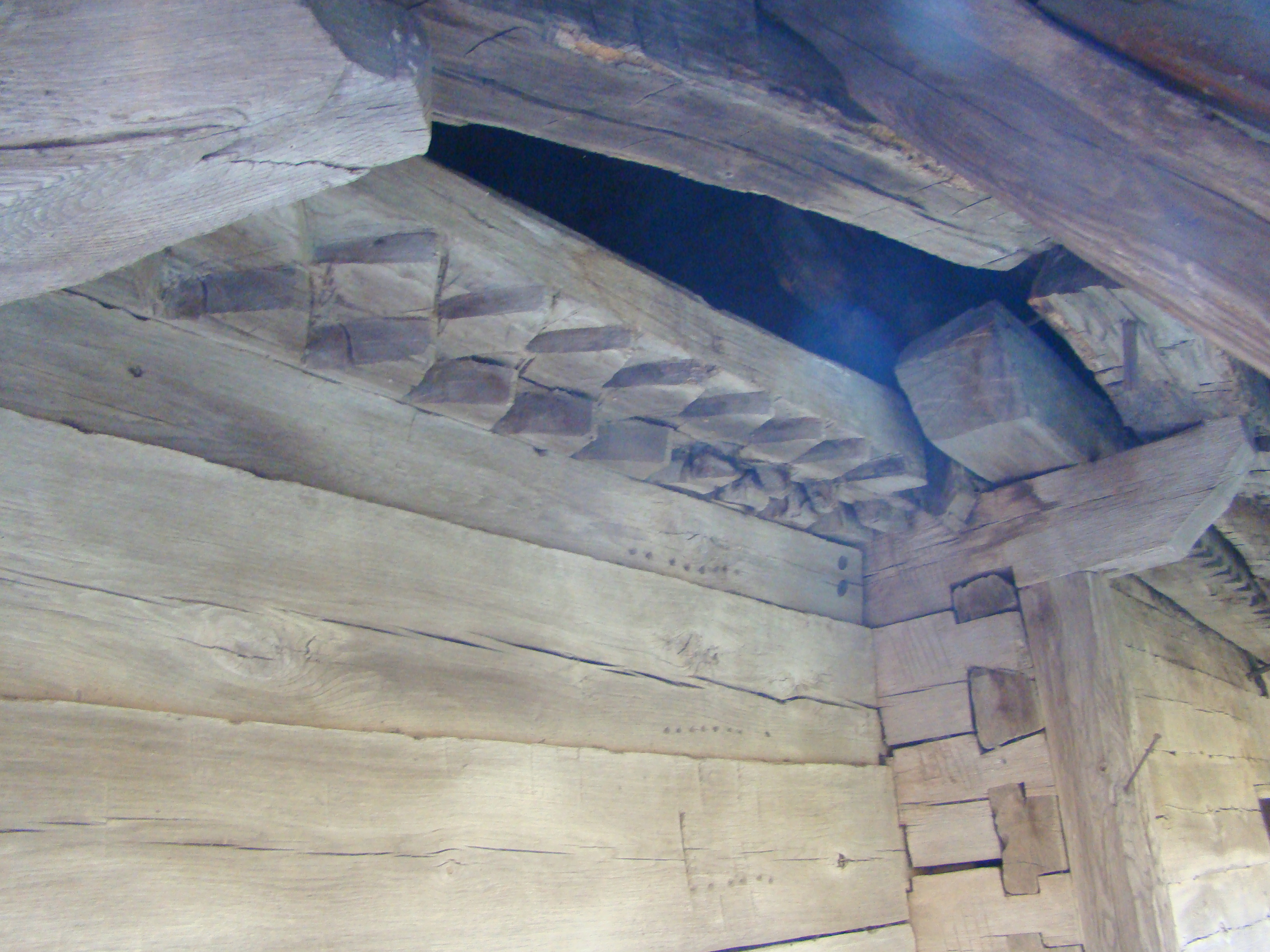
Cosoroaba zimțată
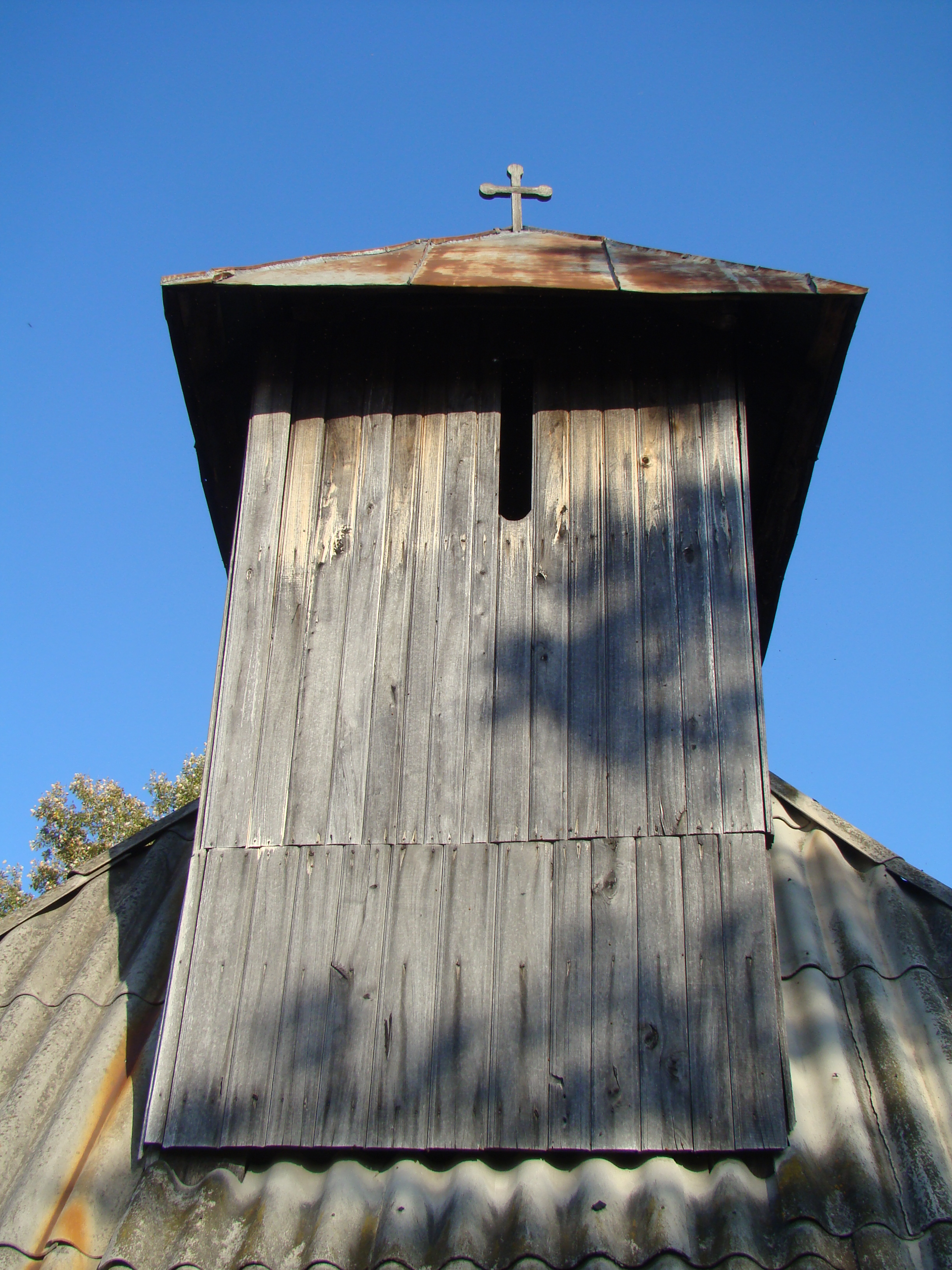
Turnul
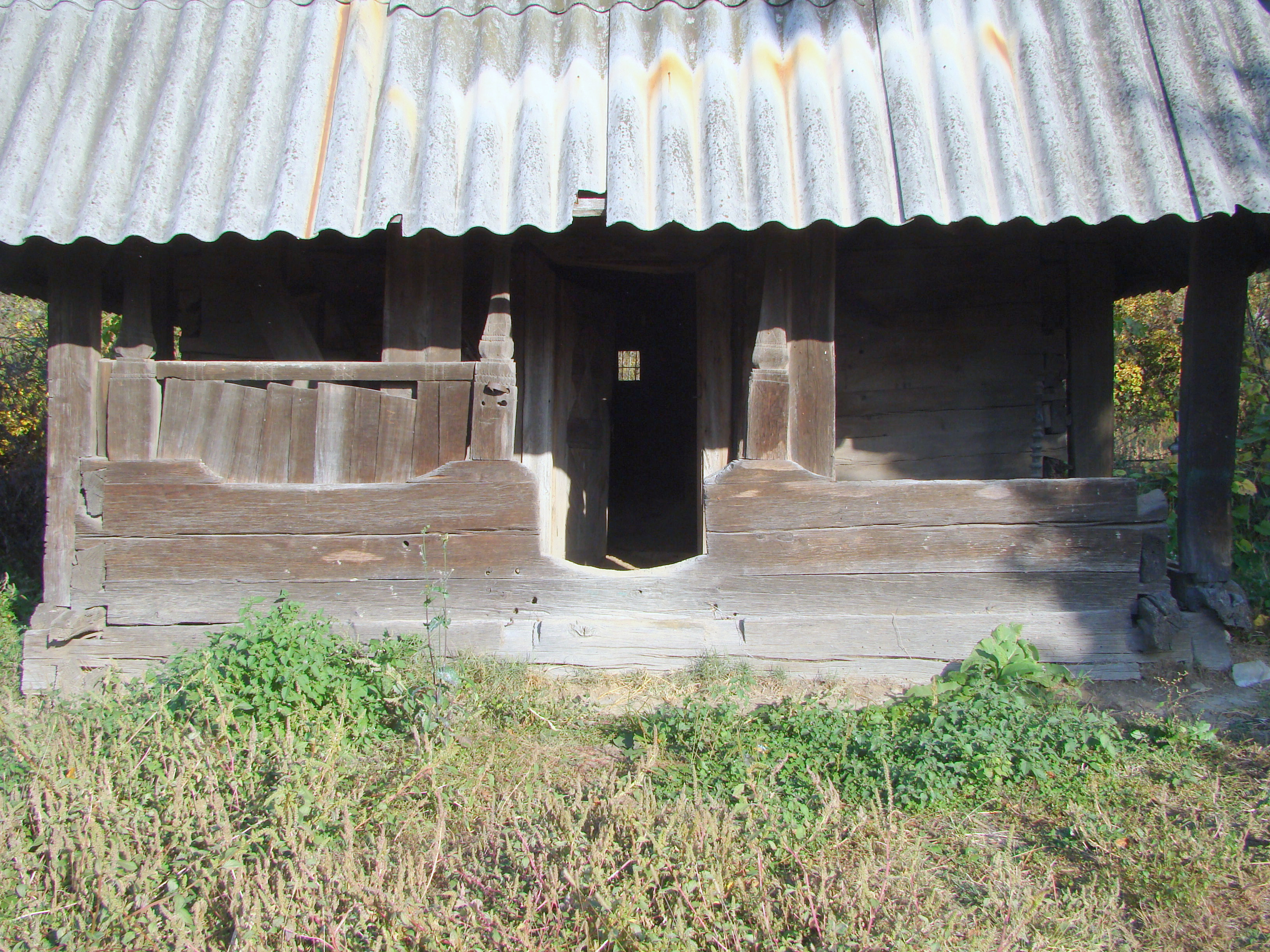
Prispa
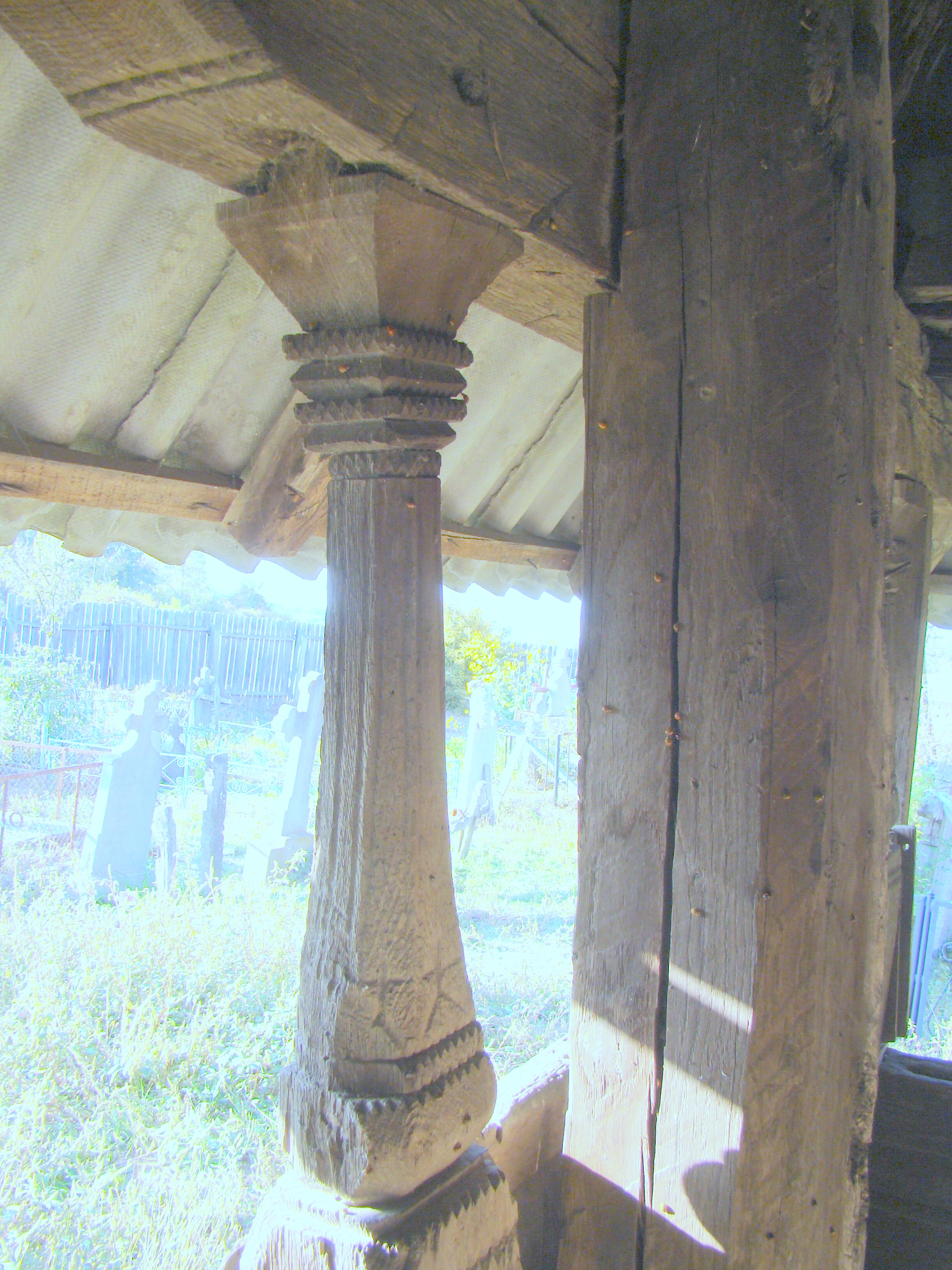
Stâlp la prispă
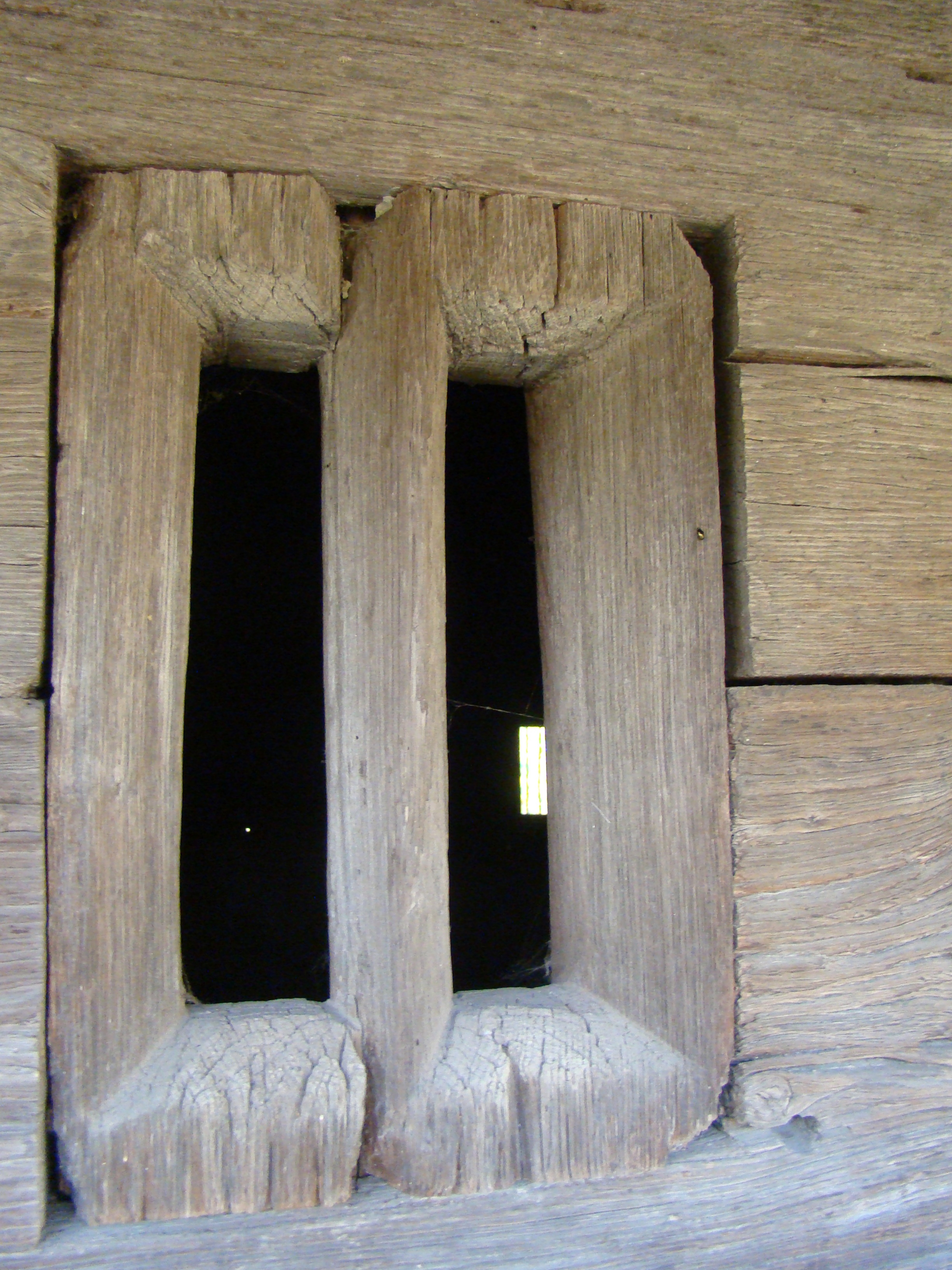
Fereastră
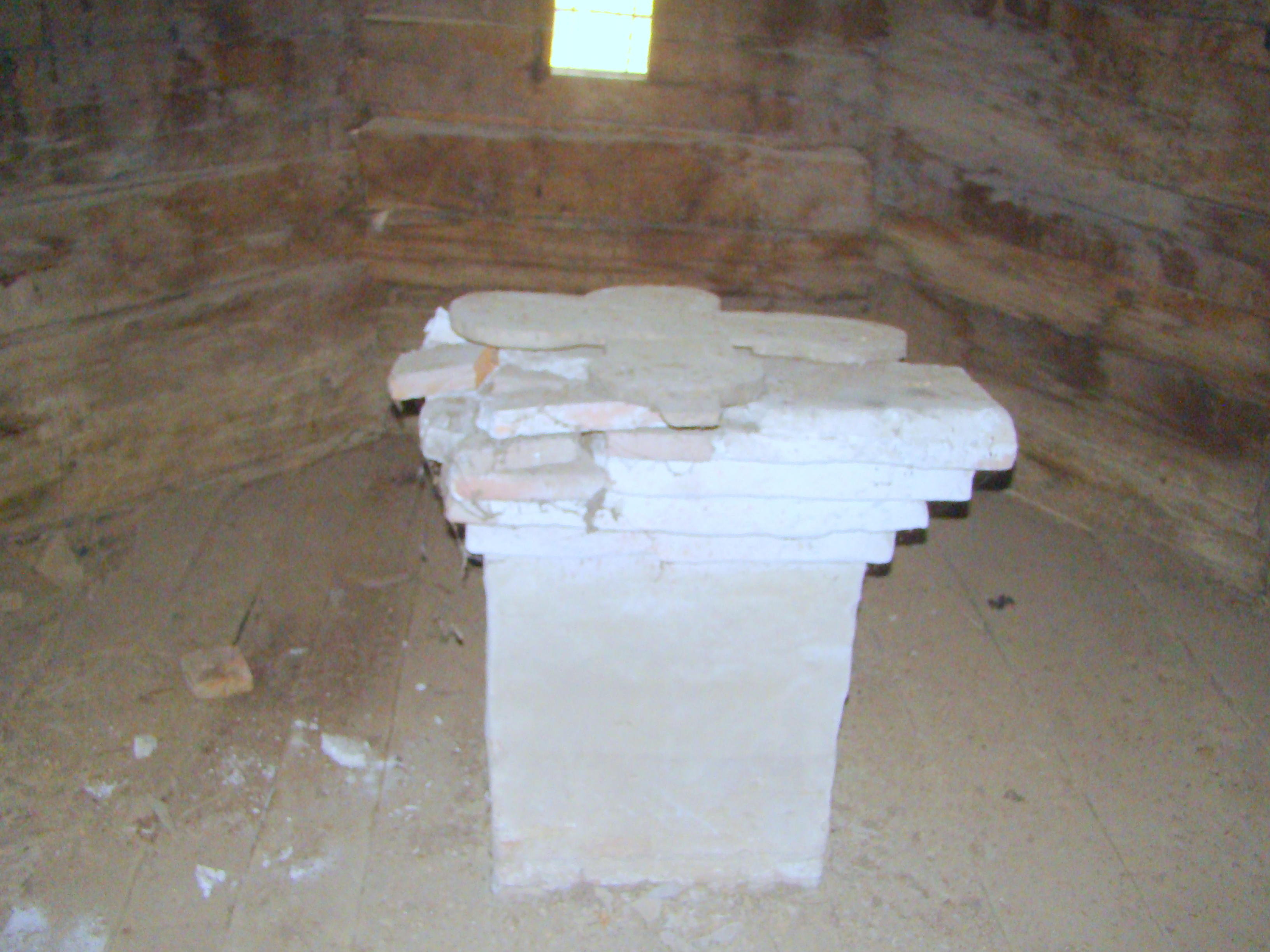
Masa altarului
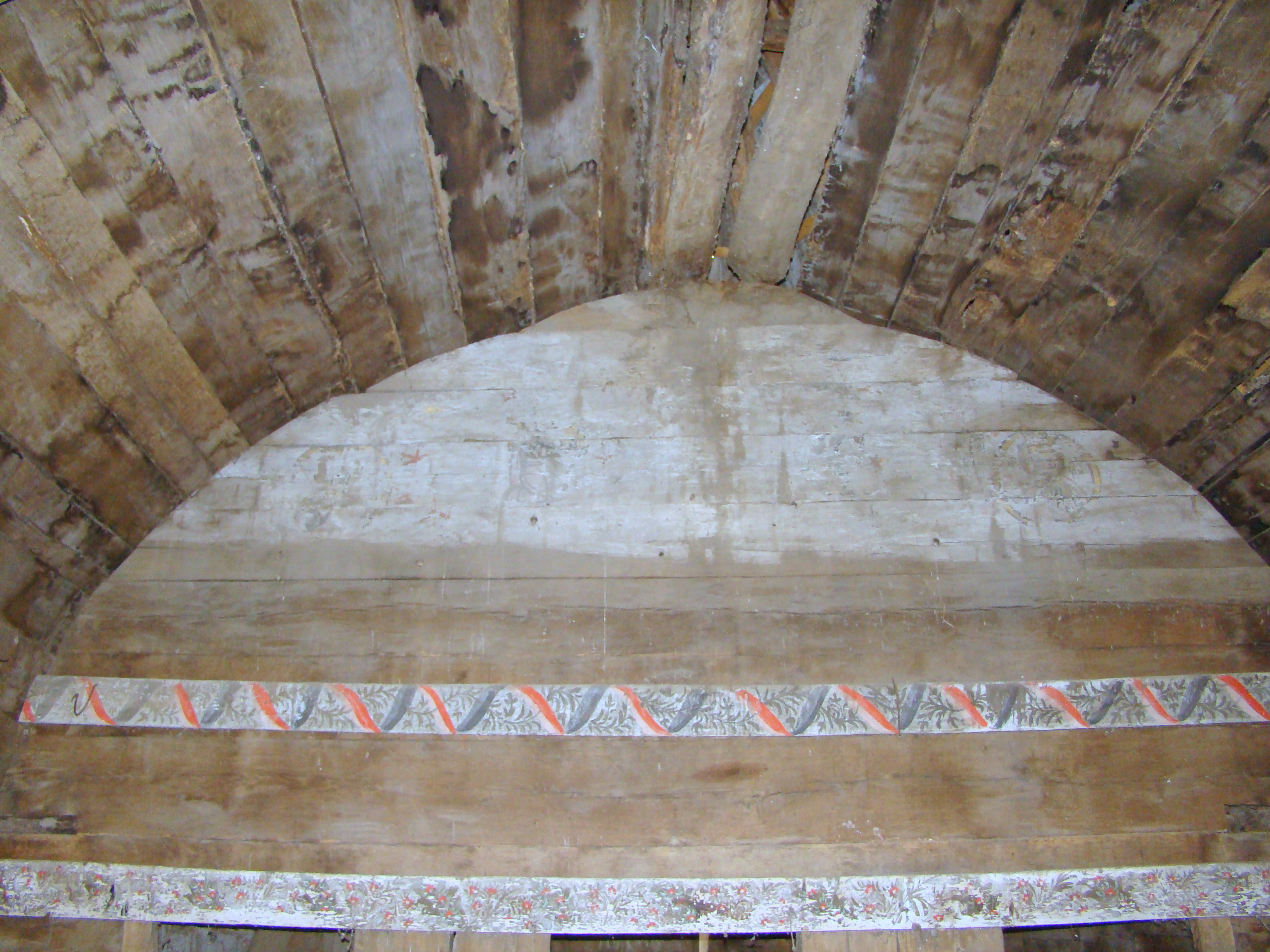
Tâmpla mai păstrează doar stinghiile cu motive florale ce despărţeau registrele de icoane mobile
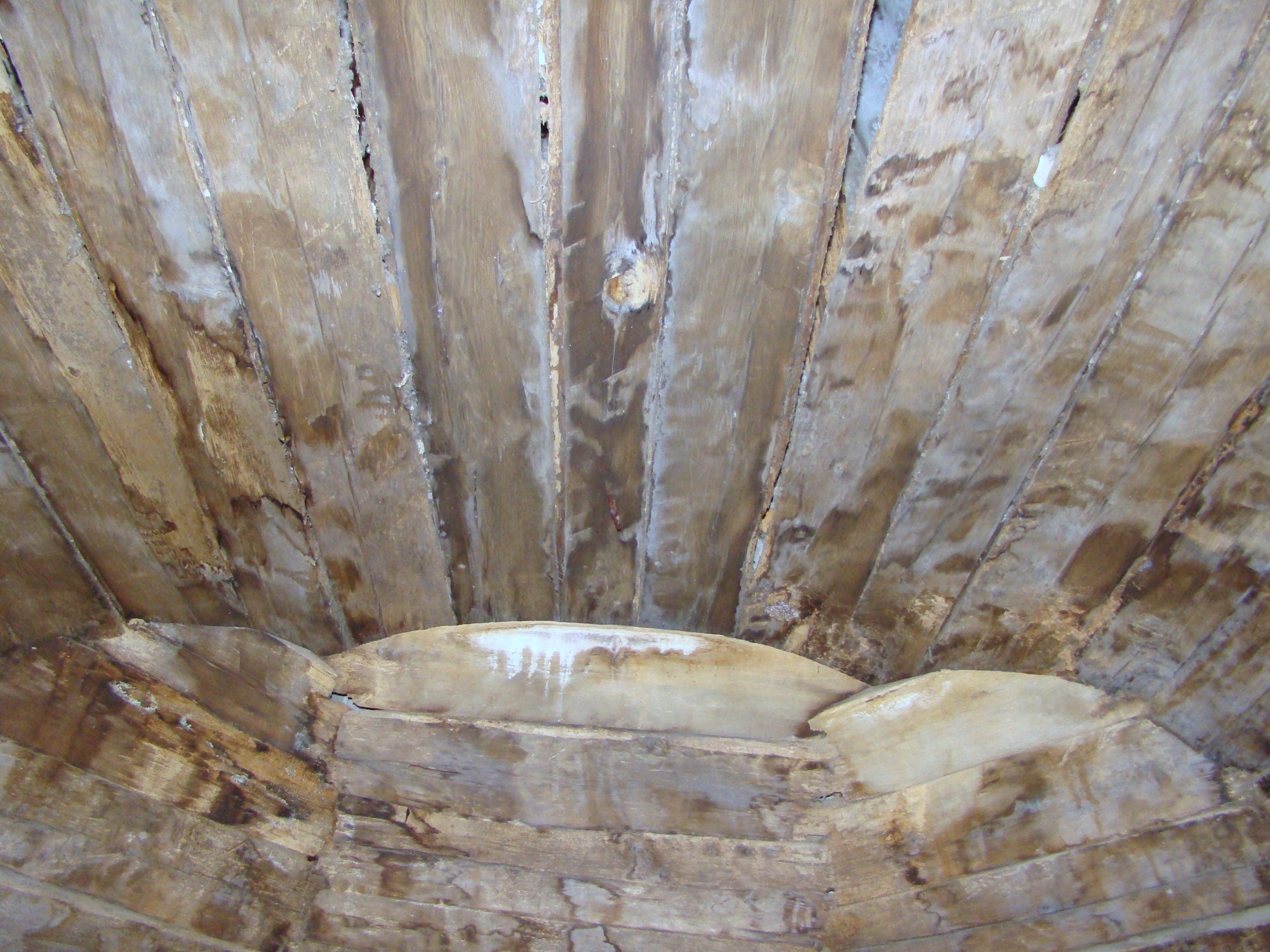
Bolta semicilindrică ce acoperă interiorul
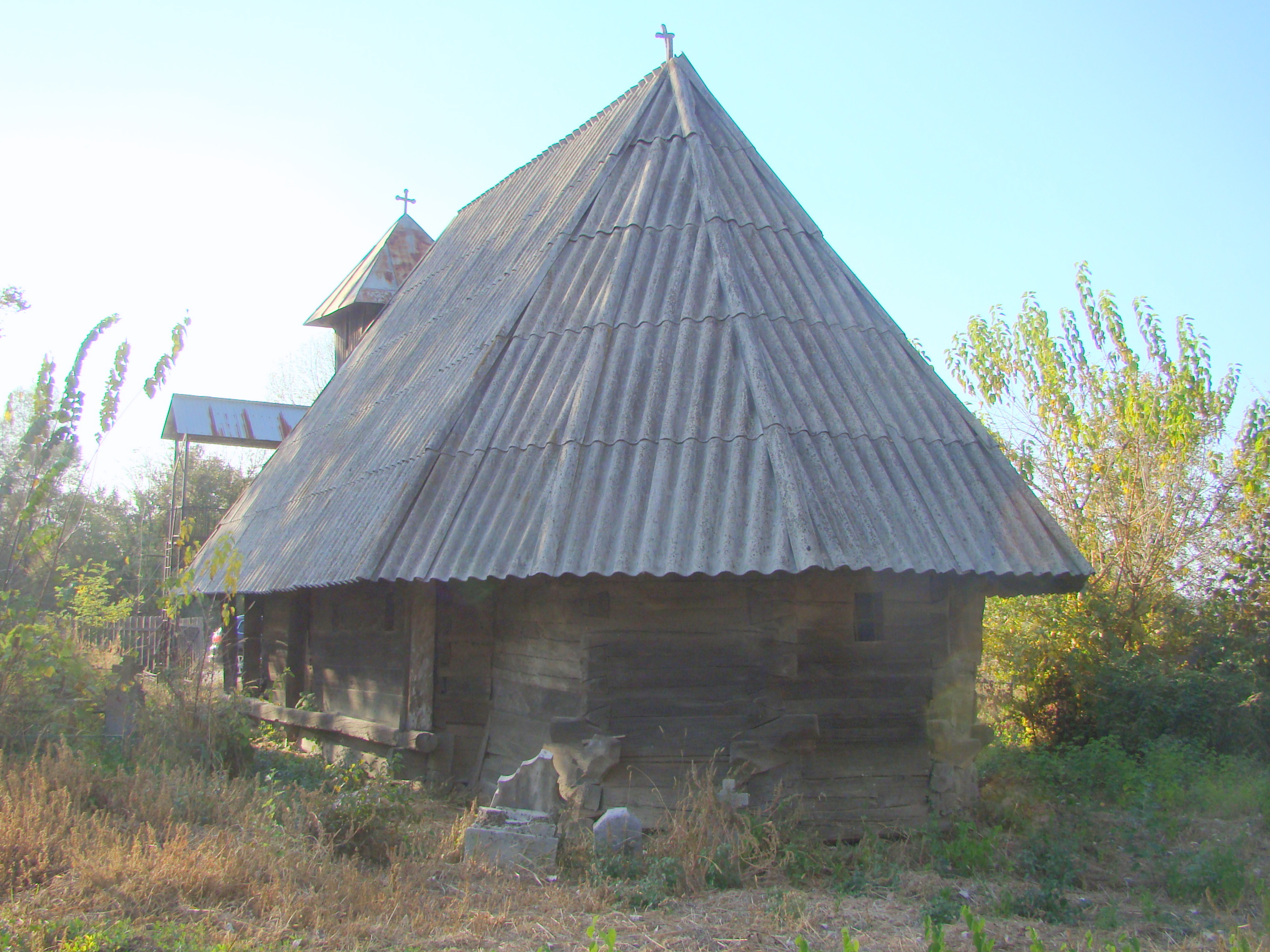
Biserica (sud-est)
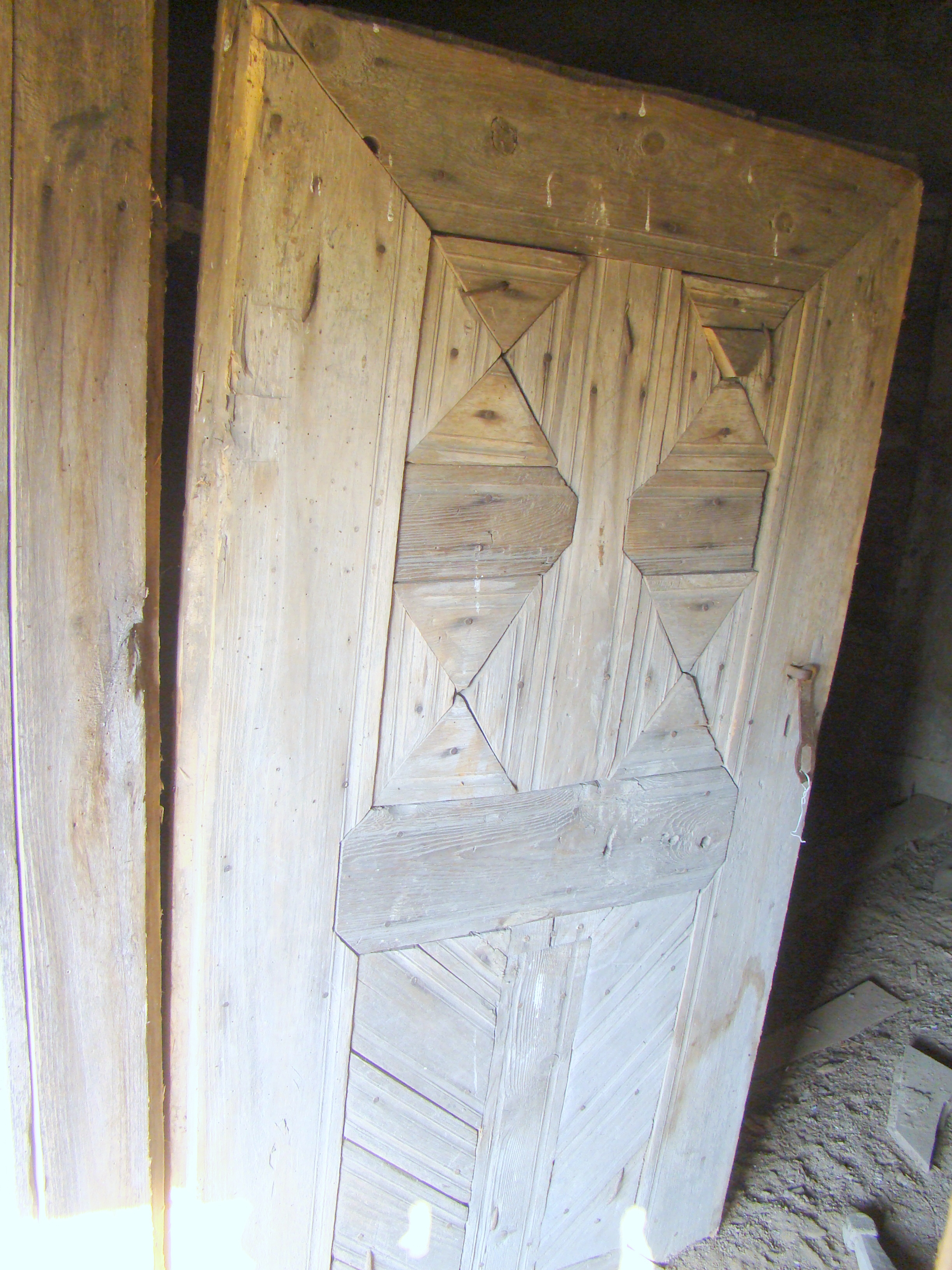
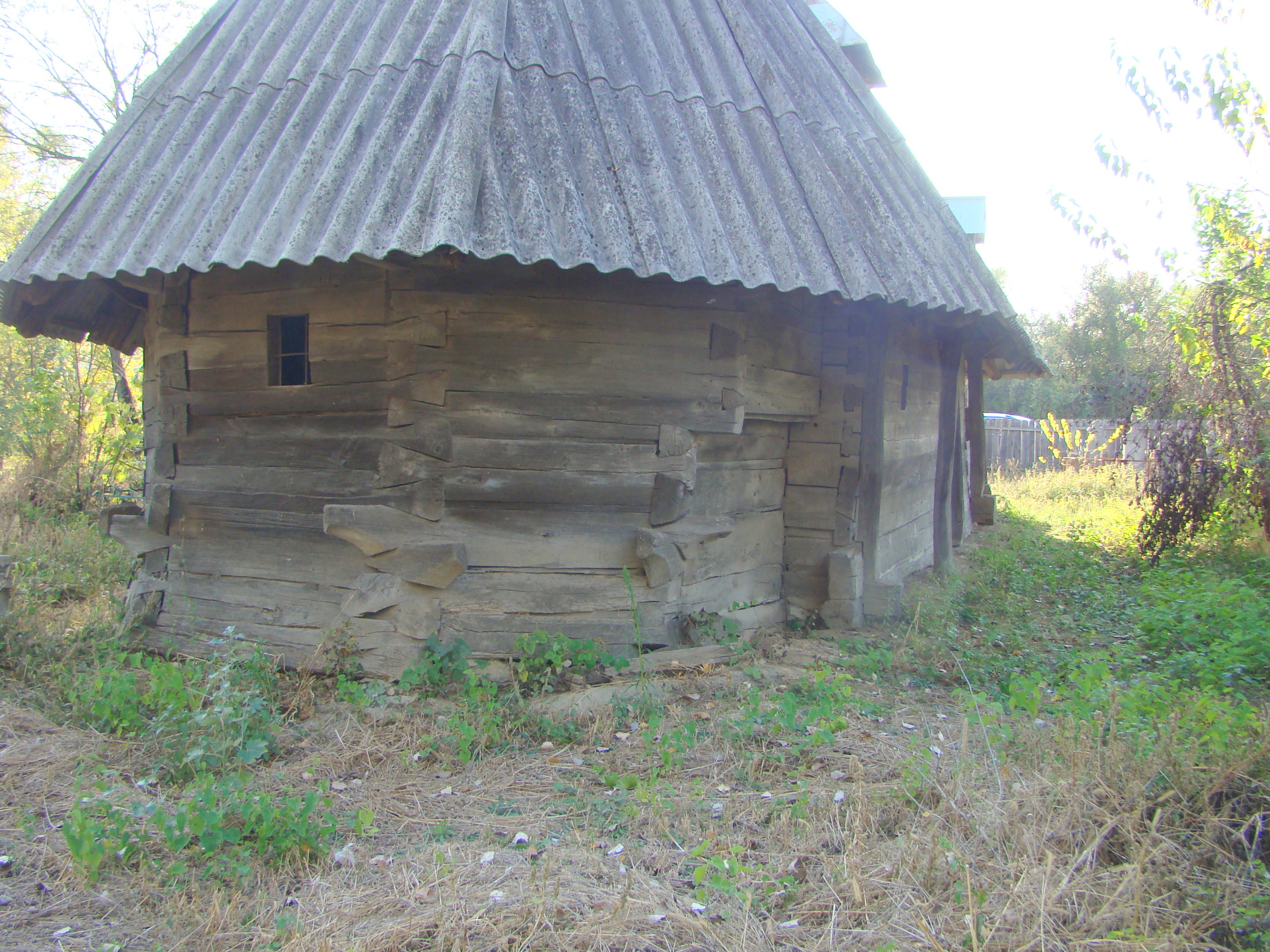
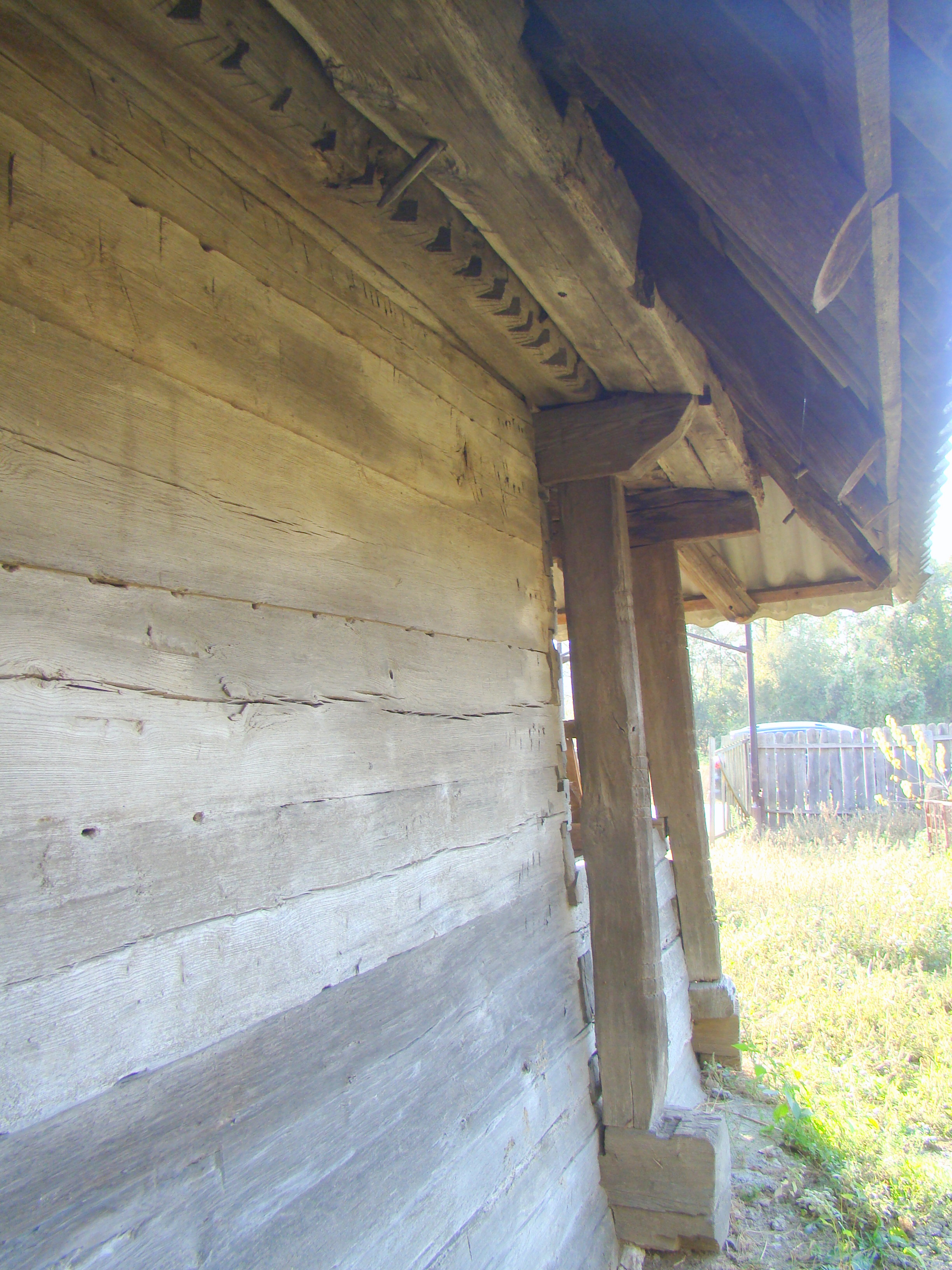
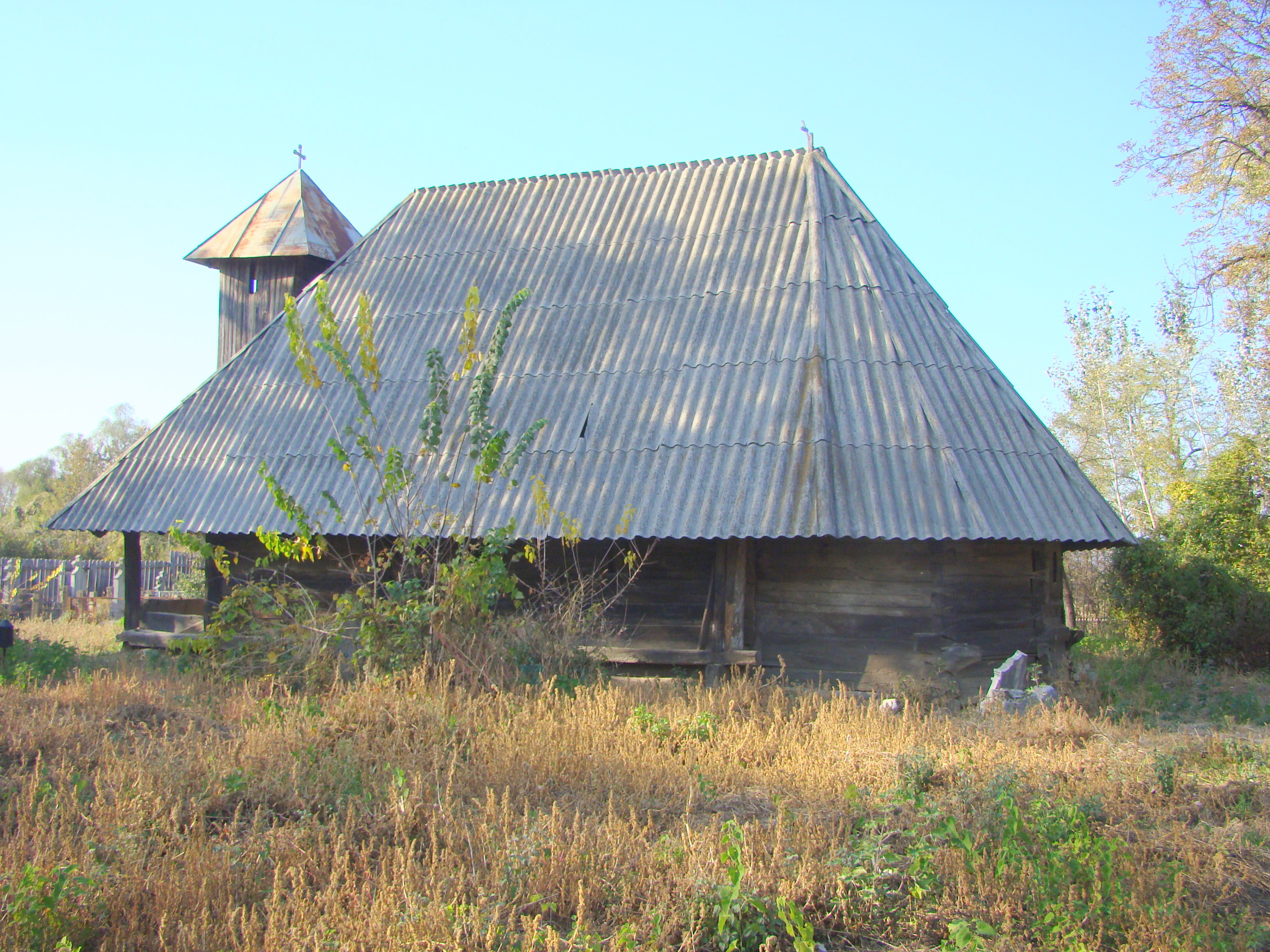